# 652 Jubilatrix
652 Jubilatrix је астероид главног астероидног појаса са пречником од приближно 16,87 .
Афел астероида је на удаљености од 2,876 астрономских јединица (АЈ) од Сунца, а перихел на 2,232 АЈ.
Ексцентрицитет орбите износи 0,125, инклинација (нагиб) орбите у односу на раван еклиптике 15,756 степени, а орбитални период износи 1491,162 дана (4,082 године).
Апсолутна магнитуда астероида је 11,40 а геометријски албедо 0,171.
Астероид је откривен 4. новембра 1907. године.